# Theresienstieg
Der Theresienstieg ist ein Fußpfad, der zwischen Villen in Hamburg-Uhlenhorst in Ost-West-Richtung verläuft und den Hofweg mit der Auguststraße verbindet. In Fortsetzung ist über die Auguststraße das östliche Ufer der Außenalster erreichbar. Er ist benannt nach Conradine Therese Abendroth, der Ehefrau des Miteigentümers der Uhlenhorst, August Abendroth.

## Abschnitt Hofweg bis Herbert-Weichmann-Straße

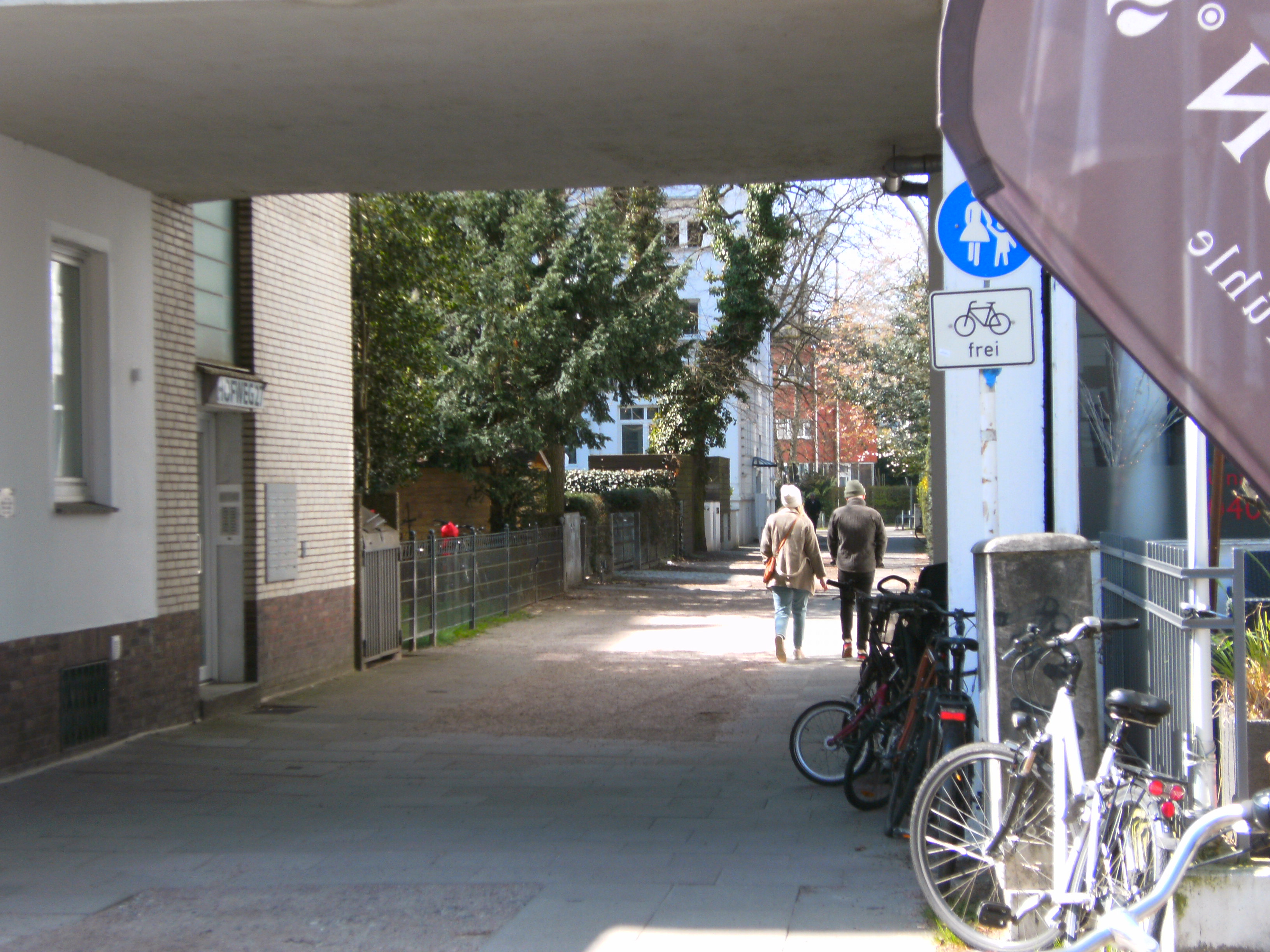
Hamburg, Theresienstieg, Abschnitt Hofweg bis Herbert-Weichmann-Straße

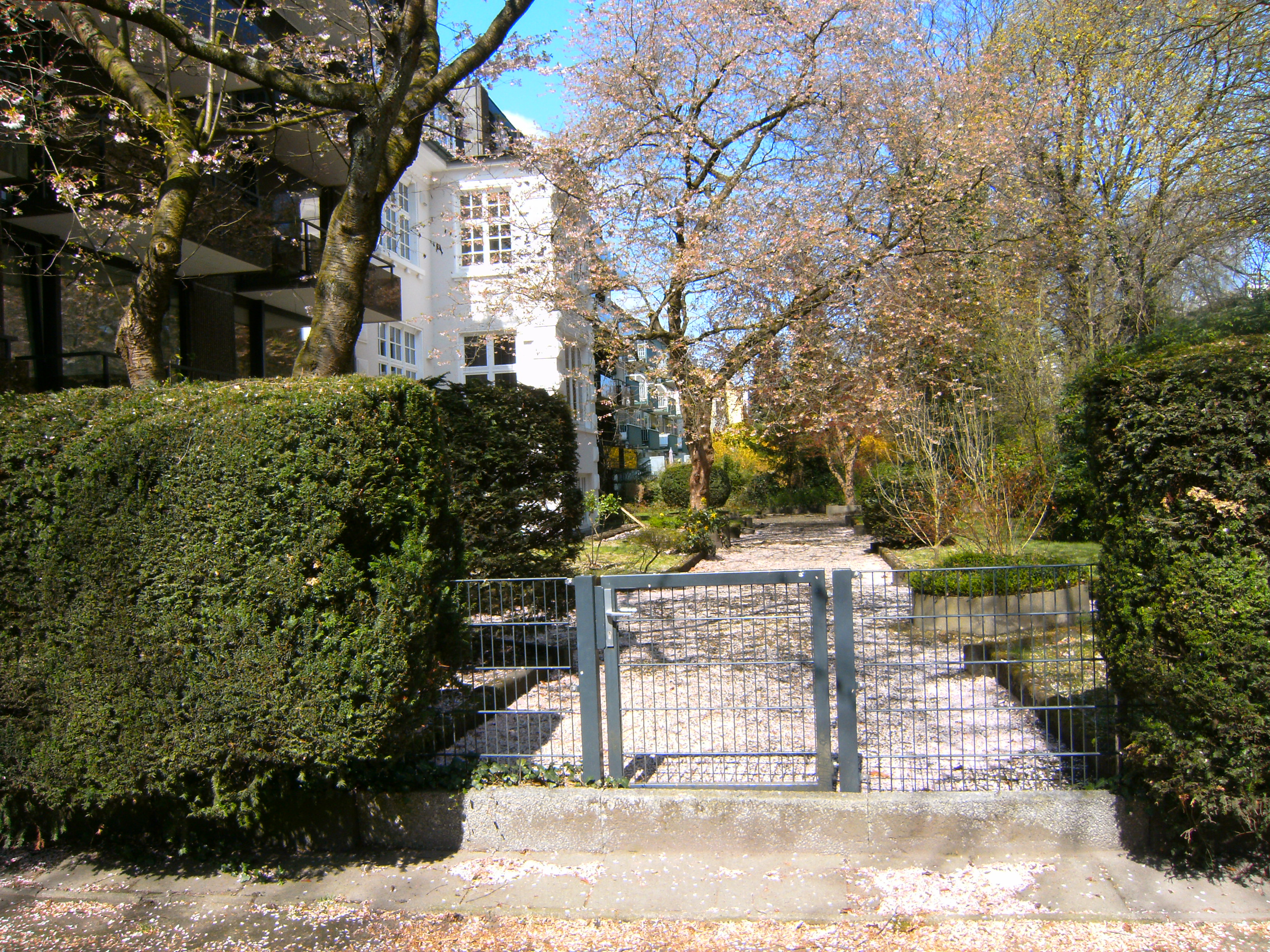
Hamburg, Theresienstieg, Abschnitt Hofweg bis Herbert-Weichmann-Straße. Private Kirschblütenallee

Vom Hofweg aus führt schräg gegenüber der Averhoffstraße ein Häuserdurchgang in den Theresienstieg. Dieser Fußweg führt auf der stadteinwärts liegenden Seite an Einzelhäusern und auf der stadtauswärts gelegenen Seite an Villen mit Vorgärten vorbei. Auf der stadtauswärts gelegenen Seite befindet sich in einem Garten kurz vor der Herbert-Weichmann-Straße eine private Kirschbaumallee, die zur Zeit der Kirschblüte rosarot erblüht.

## Abschnitt Herbert-Weichmann-Straße bis Auguststraße

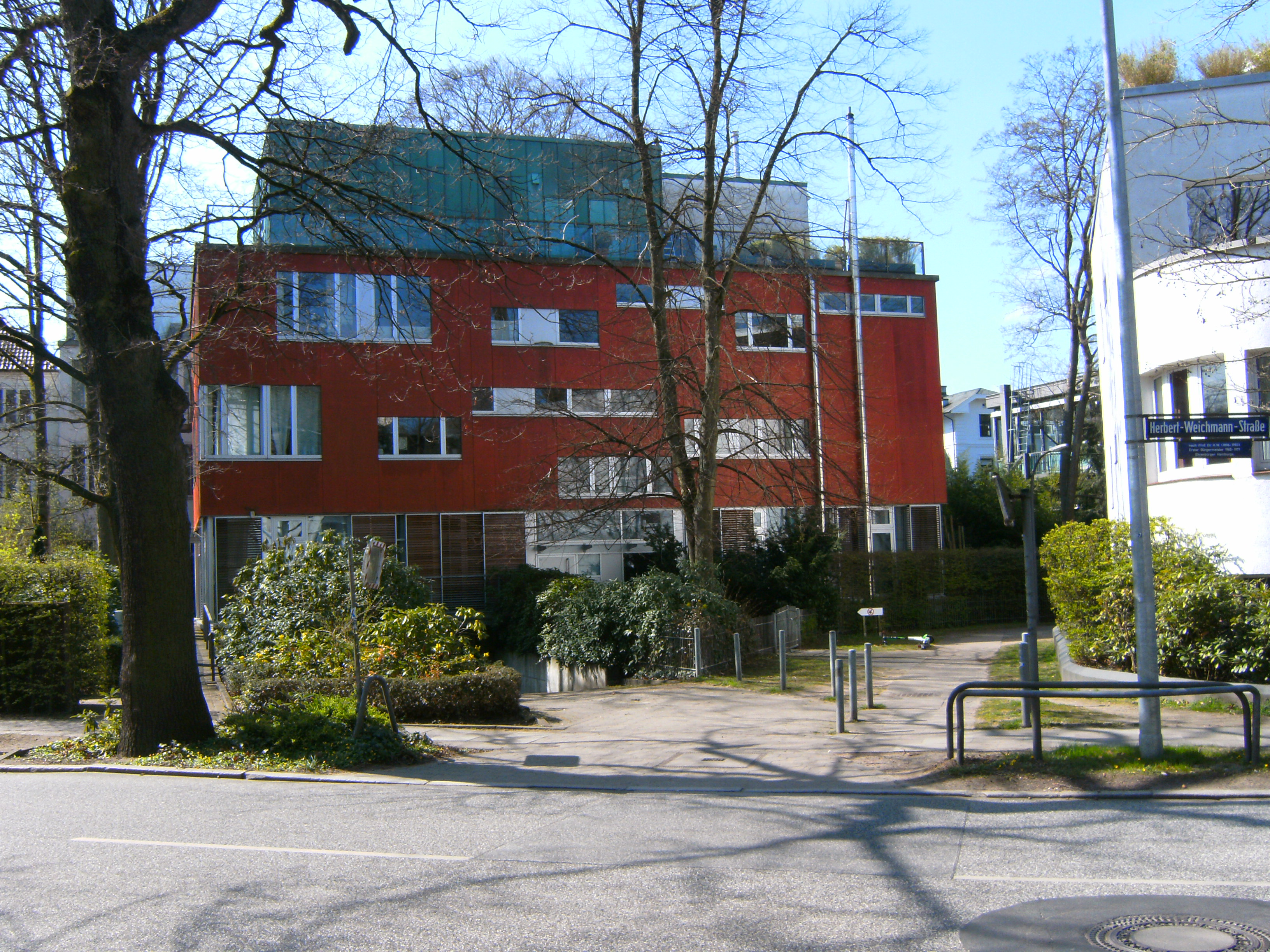
Hamburg, Theresienstieg/Ecke Herbert-Weichmann-Straße: Rotes Bürohaus in Holzbauweise

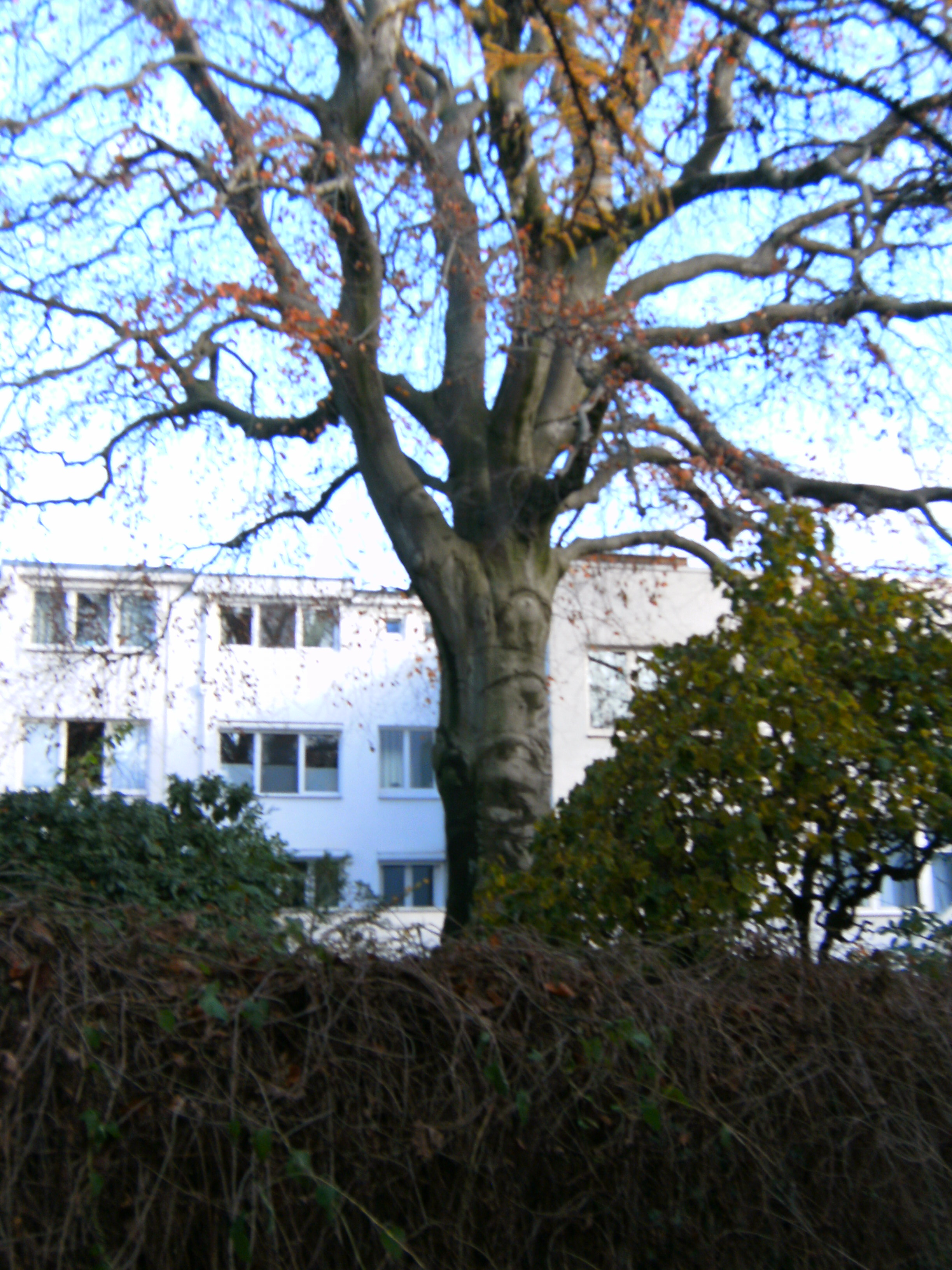
Hamburg, Theresienstieg 16: Blutbuche, Baumkrone

Der Abschnitt zwischen Herbert-Weichmann-Straße (Hamburg) bis Auguststraße führt an einem Bürohaus in Holzbauweise in moderner Architektur vorbei. Nach einem nahezu rechtwinkligen Knick verläuft der Fußweg zwischen Geschäfts- und Neubauten auf der der Außenalster zugewandten Seite und Villen mit Vorgärten auf der anderen Seite zur Auguststraße. Auf dem Privatgrundstück im Garten des Hauses Theresienstieg 16 befindet sich eine Blutbuche mit ca. vier Meter Stammumfang.